# Campeonato Europeu de Halterofilismo de 2009
O Campeonato Europeu de Halterofilismo de 2009 foi a 88ª edição do campeonato, sendo organizado pela Federação Europeia de Halterofilismo, no Salão Polivalente de Bucareste, em Bucareste, na Romênia, entre 3 a 12 de abril de 2009. Foram disputadas 15 categorias (8 masculino e 7 feminino).

## Medalhistas

### Masculino
| Evento     | Ouro                            | Ouro      | Prata                            | Prata     | Bronze                           | Bronze    |
| até 56 kg  | até 56 kg                       | até 56 kg | até 56 kg                        | até 56 kg | até 56 kg                        | até 56 kg |
| ---------- | ------------------------------- | --------- | -------------------------------- | --------- | -------------------------------- | --------- |
| Arranque   | Tom Goegebuer · Bélgica         | 115 kg    | Sedat Artuç · Turquia            | 110 kg    | Igor Grabucea · Moldávia         | 110& kg   |
| Arremesso  | Vito Dellino · Itália           | 138 kg    | Tom Goegebuer · Bélgica          | 137 kg    | Igor Grabucea · Moldávia         | 136 kg    |
| Total      | Tom Goegebuer · Bélgica         | 252 kg    | Vito Dellino · Itália            | 247 kg    | Igor Grabucea · Moldávia         | 246 kg    |
| até 62 kg  |                                 |           |                                  |           |                                  |           |
| Arranque   | Erol Bilgin · Turquia           | 133 kg    | Dimitris Minasidis · Chipre      | 127 kg    | Zulfugar Suleymanov · Azerbaijão | 125 kg    |
| Arremesso  | Erol Bilgin · Turquia           | 160 kg    | Zulfugar Suleymanov · Azerbaijão | 160 kg    | Dimitris Minasidis · Chipre      | 157 kg    |
| Total      | Erol Bilgin · Turquia           | 293 kg    | Zulfugar Suleymanov · Azerbaijão | 285 kg    | Dimitris Minasidis · Chipre      | 284 kg    |
| até 69 kg  |                                 |           |                                  |           |                                  |           |
| Arranque   | Arakel Mirzoyan · Armênia       | 151 kg    | Ninel Miculescu · Roménia        | 150 kg    | Vencelas Dabaya · França         | 147 kg    |
| Arremesso  | Vencelas Dabaya · França        | 186 kg    | Arakel Mirzoyan · Armênia        | 185 kg    | Vladislav Lukanin · Rússia       | 183 kg    |
| Total      | Arakel Mirzoyan · Armênia       | 336 kg    | Vencelas Dabaya · França         | 333 kg    | Vladislav Lukanin · Rússia       | 330 kg    |
| até 77 kg  |                                 |           |                                  |           |                                  |           |
| Arranque   | Dmitry Ivanenko · Rússia        | 156 kg    | Mikalai Cherniak · Bielorrússia  | 155 kg    | Victor Guman · Eslováquia        | 155 kg    |
| Arremesso  | Erkand Qerimaj · Albânia        | 190 kg    | Mikalai Cherniak · Bielorrússia  | 189 kg    | Piotr Chrusciewicz · Polónia     | 189 kg    |
| Total      | Mikalai Cherniak · Bielorrússia | 344 kg    | Erkand Qerimaj · Albânia         | 342 kg    | Dmitry Ivanenko · Rússia         | 341 kg    |
| até 85 kg  |                                 |           |                                  |           |                                  |           |
| Arranque   | Intigam Zairov · Azerbaijão     | 168 kg    | Adrian Zielinski · Polónia       | 167 kg    | Mikalai Novikau · Bielorrússia   | 166 kg    |
| Arremesso  | Alexey Yufkin · Rússia          | 205 kg    | Benjamin Hennequin · França      | 204 kg    | Mikalai Novikau · Bielorrússia   | 201 kg    |
| Total      | Alexey Yufkin · Rússia          | 369 kg    | Intigam Zairov · Azerbaijão      | 368 kg    | Mikalai Novikau · Bielorrússia   | 367 kg    |
| até 94 kg  |                                 |           |                                  |           |                                  |           |
| Arranque   | Artem Ivanov · Ucrânia          | 182 kg    | Jürgen Spieß · Alemanha          | 178 kg    | Nikos Kourtidis · Grécia         | 175 kg    |
| Arremesso  | Jürgen Spieß · Alemanha         | 212 kg    | Nikos Kourtidis · Grécia         | 210 kg    | Andrey Demanov · Rússia          | 210 kg    |
| Total      | Jürgen Spieß · Alemanha         | 390 kg    | Nikos Kourtidis · Grécia         | 385 kg    | Andrey Demanov · Rússia          | 380 kg    |
| até 105 kg |                                 |           |                                  |           |                                  |           |
| Arranque   | Vladimir Smorchkov · Rússia     | 190 kg    | Roman Konstantinov · Rússia      | 183 kg    | Ramūnas Vyšniauskas · Lituânia   | 182 kg    |
| Arremesso  | Oleksiy Torokhtiy · Ucrânia     | 224 kg    | Ramūnas Vyšniauskas · Lituânia   | 223 kg    | Vladimir Smorchkov · Rússia      | 221 kg    |
| Total      | Vladimir Smorchkov · Rússia     | 411 kg    | Oleksiy Torokhtiy · Ucrânia      | 405 kg    | Ramūnas Vyšniauskas · Lituânia   | 405 kg    |
| + 105 kg   |                                 |           |                                  |           |                                  |           |
| Arranque   | Ihor Shymechko · Ucrânia        | 203 kg    | Evgeny Pisarev · Rússia          | 193 kg    | Almir Velagic · Alemanha         | 190 kg    |
| Arremesso  | Ihor Shymechko · Ucrânia        | 230 kg    | Grzegorz Kleszcz · Polónia       | 229 kg    | Almir Velagic · Alemanha         | 228 kg    |
| Total      | Ihor Shymechko · Ucrânia        | 433 kg    | Almir Velagic · Alemanha         | 418 kg    | Evgeny Pisarev · Rússia          | 418 kg    |

### Feminino
| Evento  | Ouro                              | Ouro   | Prata                       | Prata  | Bronze                           | Bronze |
| ------- | --------------------------------- | ------ | --------------------------- | ------ | -------------------------------- | ------ |
| 48 kg   | Cristina Iovu · Moldávia          | 171 kg | Marzena Karpińska · Polónia | 170 kg | Genny Caterina Pagliaro · Itália | 162 kg |
| 53 kg   | Nataliya Trotsenko · Ucrânia      | 192 kg | Aylin Daşdelen · Turquia    | 187 kg | Emine Bilgin · Turquia           | 186 kg |
| 58 kg   | Nastassia Novikava · Bielorrússia | 216 kg | Yuliya Kalina · Ucrânia     | 212 kg | Romela Begaj · Albânia           | 207 kg |
| 63 kg   | Sibel Şimşek · Turquia            | 236 kg | Ruth Kasirye · Noruega      | 231 kg | Svetlana Tsarukayeva · Rússia    | 231 kg |
| 69 kg   | Oxana Slivenko · Rússia           | 255 kg | Nazik Avdalian · Armênia    | 245 kg | Tatiana Matveyeva · Rússia       | 239 kg |
| 75 kg   | Natalia Zabolotnaya · Rússia      | 265 kg | Lidia Valentín · Espanha    | 252 kg | Nadiya Myroniuk · Ucrânia        | 238 kg |
| + 75 kg | Tatiana Kashirina · Rússia        | 280 kg | Natalia Gagarina · Rússia   | 253 kg | Yuliya Dovhal · Ucrânia          | 252 kg |

Notas
1. ↑  Nurcan Taylan[4] da Turquia originalmente ganhou o ouro na categoria 48 kg feminino, mas posteriormente foi desclassificada por violação antidoping

## Quadro de medalhas
Quadro de medalhas no total combinado
| Ordem | País         | Medalha de ouro | Medalha de prata | Medalha de bronze | Total |
| ----- | ------------ | --------------- | ---------------- | ----------------- | ----- |
| 1     | Rússia       | 5               | 1                | 6                 | 12    |
| 2     | Ucrânia      | 2               | 2                | 2                 | 6     |
| 3     | Turquia      | 2               | 1                | 1                 | 4     |
| 4     | Bielorrússia | 2               | 0                | 1                 | 3     |
| 5     | Alemanha     | 1               | 1                | 0                 | 2     |
| 5     | Armênia      | 1               | 1                | 0                 | 2     |
| 7     | Bélgica      | 1               | 0                | 0                 | 1     |
| 8     | Azerbaijão   | 0               | 2                | 0                 | 2     |
| 9     | Albânia      | 0               | 1                | 1                 | 2     |
| 9     | Moldávia     | 0               | 1                | 1                 | 0     |
| 11    | Espanha      | 0               | 1                | 0                 | 1     |
| 11    | França       | 0               | 1                | 0                 | 1     |
| 11    | Grécia       | 0               | 1                | 0                 | 1     |
| 11    | Itália       | 0               | 1                | 0                 | 1     |
| 11    | Noruega      | 0               | 1                | 0                 | 1     |
| 16    | Chipre       | 0               | 0                | 1                 | 1     |
| 16    | Itália       | 0               | 0                | 1                 | 1     |
| 16    | Lituânia     | 0               | 0                | 1                 | 1     |
| 16    | Polónia      | 0               | 0                | 1                 | 1     |
| Total | Total        | 15              | 15               | 15                | 45    |